# (521014) 2015 CD68
(521014) 2015 CD68 es un asteroide perteneciente al cinturón de asteroides, región del sistema solar que se encuentra entre las órbitas de Marte y Júpiter.
Fue descubierto el 21 de agosto de 2012 por el equipo del telescopio Pan-STARRS desde el observatorio de Haleakala.

## Designación y nombre
Designado provisionalmente como 2015 CD68.

## Características orbitales
2015 CD68 está situado a una distancia media del Sol de 3,042 ua, pudiendo alejarse hasta 3,420 ua y acercarse hasta 2,664 ua. Su excentricidad es 0,124 y la inclinación orbital 15,223 grados. Emplea 1938,24 días en completar una órbita alrededor del Sol.

## Características físicas
La magnitud absoluta de 2015 CD68 es 16,13.